# 山口晃二 (経営者)
山口 晃二（やまぐち こうじ、1975年 - ）は、日本の経営者、著作者である。
2014年に自社業態であるストレッチ専門店『ストレチックス』を開業している。株式会社バリード・ジャパンの代表取締役。ストレッチ専門店ストレチックスのチェーン本部代表。

## 人物

### 2005年
同年4月に独立起業。代表取締役を務めながらフランチャイズ・コンサルタントとして活躍。複数のフランチャイズ本部と業務提携し、FC本部機能構築支援、国内のFC加盟店展開支援を手掛ける。サラリーマン時代の自身のセールスパーソンとしての経験から営業ノウハウをまとめた著書「「自分には売れないんじゃないか…」と思っているあなたへ」を商業出版。

### 2008年
リハビリデイサービスのFC本部展開を支援した先で、当時直営2店舗から全国100店舗以上のFCチェーン展開を支援。2014年まで執行役員として関わる。その経験から、介護が必要な状態になる前の「生活習慣病予防を目的とした運動習慣化の促進」の重要性に着目し、「中高年者の健康増進」をコンセプトとしたストレッチ専門店「ストレチックス」を創業。

### 2023年
ストレッチ専門店業界で世界最多店舗数を構え、アメリカ中心に展開しているストレッチスタジオ「StretchLab」の日本進出を支援したのち、日本本部アドバイザーに就任し、日本1号店の開業支援を務める。(2023年12月に退任)

### 2024年
自身が手掛けるストレッチ専門店「ストレチックス」を全国にフランチャイズ展開を進め、10月現在では17店舗を運営している。

## 著書
- 「「自分には売れないんじゃないか…」と思っているあなたへ」（出版：ディスカヴァー・トゥエンティワン / 2005年9月 / ISBN 978-4887594074）
- 「70歳からのゆる～い筋トレ＆ストレッチ」（出版：家の光協会 / 2021年7月 / ISBN 9784259566944）[4]
- 「70歳からのかる～い1分筋トレ＆ストレッチ」（出版：家の光協会 / 2023年7月 / ISBN 9784259567668）[5]